# Perry County (Arkansas)
Das Perry County ist ein County im US-Bundesstaat Arkansas. Der Verwaltungssitz (County Seat) ist Perryville. Das County gehört zu den Dry Countys, was bedeutet, dass der Verkauf von Alkohol eingeschränkt oder verboten ist. Das Perry County ist Bestandteil der Metropolregion Little Rock.

## Geographie
Das County liegt nordwestlich des geografischen Zentrums von Arkansas und hat eine Fläche von 1452 Quadratkilometern, wovon 25 Quadratkilometer Wasserfläche sind. Es grenzt an die Countys:
|                | Conway County | Faulkner County |
| Yell County    |               | Pulaski County  |
| Garland County |               | Saline County   |

## Geschichte

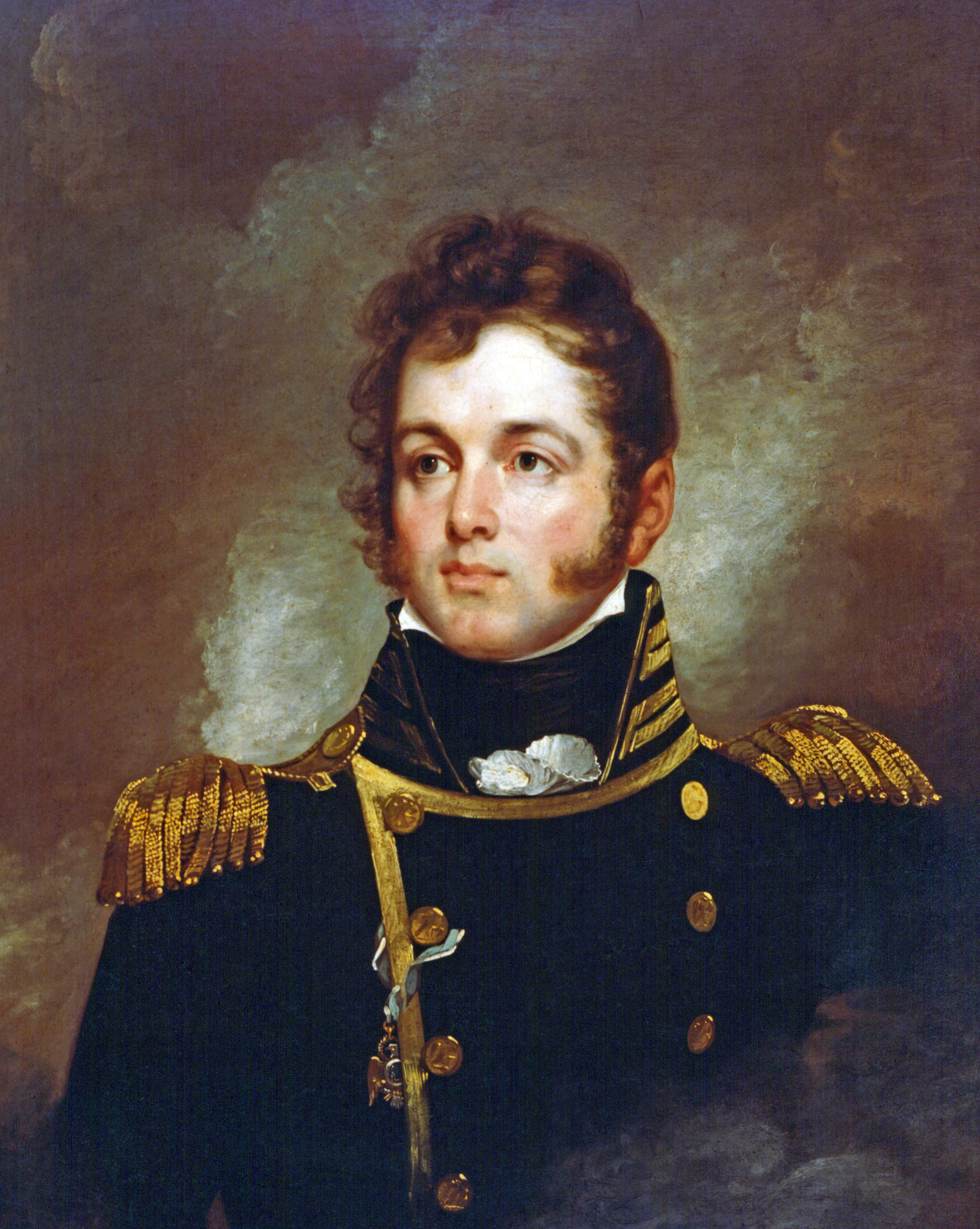
Oliver Perry

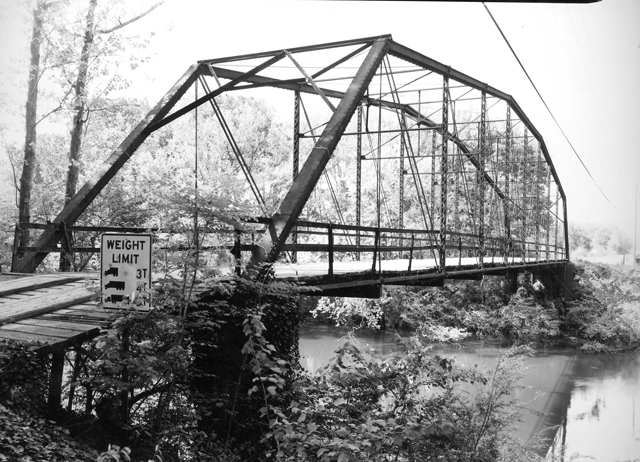
Die Wallace Bridge, seit 2008 im NRHP gelistet

Das Perry County wurde am 18. Dezember 1840 aus Teilen des Conway County gebildet. Benannt wurde es nach Oliver Hazard Perry, einem Helden im Krieg von 1812.
Das erste County Courthouse bestand aus einem 1841 erbauten Blockhaus, das 1850 durch einen Brand zerstört wurde. Der Brand war eine Folge der Fehde zwischen den Familien Lively und McCool. Bis zum geplanten Bau eines neuen Gerichtsgebäudes diente ein anderes Blockhaus diesem Zweck. Allerdings wurde der geplante Neubau durch den Ausbruch des Sezessionskriegs zunichtegemacht. Erst 1871 stiftete J. L.W. Matthews Land für den Bau eines neuen Gerichtsgebäudes. Dieses brannte 1874 nieder und alle eingelagerten Dokumente wurden vernichtet. Das daraufhin neu erbaute Gerichtsgebäude wurde im Dezember 1881 ebenfalls durch einen Brand zerstört. Die Brandserie wurde bekannt als The Perry County War. 1888 wurde dann ein Backstein-Gebäude errichtet, das noch heute benutzt wird.

## Demografische Daten
Nach der Volkszählung im Jahr 2000 lebten im Perry County 10.209 Menschen. Davon wohnten 157 Personen in Sammelunterkünften, die anderen Einwohner lebten in 3989 Haushalten und 2939 Familien. Die Bevölkerungsdichte betrug 7 Einwohner pro Quadratkilometer. Ethnisch betrachtet setzte sich die Bevölkerung zusammen aus 95,62 Prozent Weißen, 1,73 Prozent Afroamerikanern, 0,98 Prozent amerikanischen Ureinwohnern, 0,15 Prozent Asiaten, 0,02 Prozent Bewohnern aus dem pazifischen Inselraum und 0,39 Prozent aus anderen ethnischen Gruppen; 1,11 Prozent stammen von zwei oder mehr Ethnien ab. Unabhängig von der ethnischen Zugehörigkeit waren 1,18 Prozent der Bevölkerung spanischer oder lateinamerikanischer Abstammung.
Von den 3989 Haushalten hatten 32,6 Prozent Kinder oder Jugendliche im Alter unter 18 Jahre, die mit ihnen zusammen lebten. 61,1 Prozent waren verheiratete, zusammenlebende Paare, 8,7 Prozent waren allein erziehende Mütter, 26,3 Prozent waren keine Familien. 23,2 Prozent aller Haushalte waren Singlehaushalte und in 10,4 Prozent lebten Menschen im Alter von 65 Jahren oder darüber. Die Durchschnittshaushaltsgröße lag bei 2,52 und die durchschnittliche Familiengröße bei 2,96 Personen.
25,3 Prozent der Bevölkerung waren unter 18 Jahre alt, 7,4 Prozent zwischen 18 und 24, 28,0 Prozent zwischen 25 und 44, 24,5 Prozent zwischen 45 und 64 und 14,8 Prozent waren 65 Jahre oder älter. Das Durchschnittsalter betrug 38 Jahre. Auf 100 weibliche kamen statistisch 98,3 männliche Personen und auf 100 Frauen im Alter von 18 Jahren und darüber kamen durchschnittlich 96,2 Männer.
Das jährliche Durchschnittseinkommen eines Haushalts betrug 31.083 USD, das Durchschnittseinkommen der Familien 37.170 USD. Männer hatten ein Durchschnittseinkommen von 28.254 USD, Frauen 21.462 USD. Das Prokopfeinkommen betrug 16.216 USD. 10,5 Prozent der Familien und 14,0 Prozent der Einwohner lebten unterhalb der Armutsgrenze.

## Kultur und Sehenswürdigkeiten

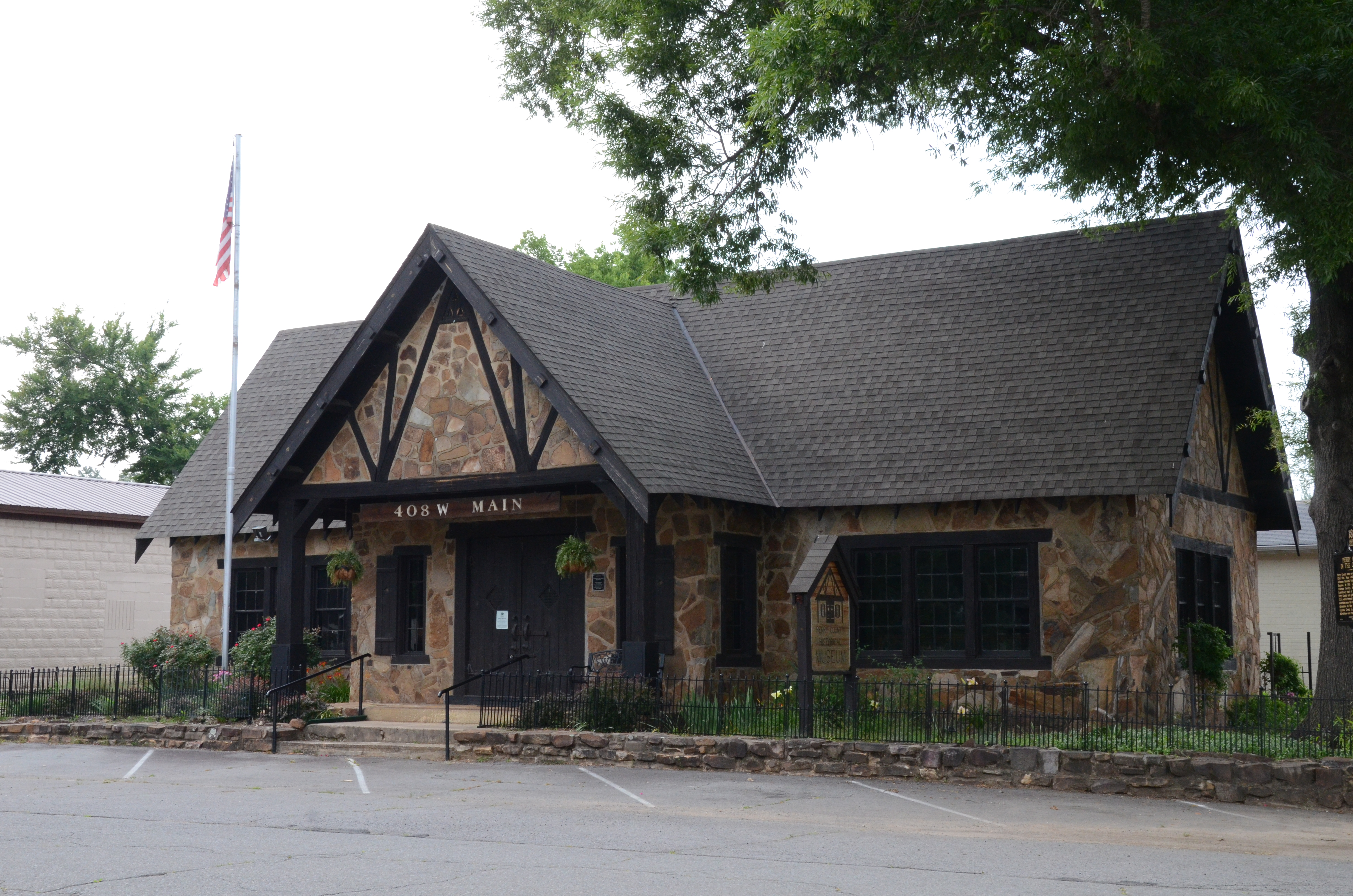
Perryville American Legion Building (2015). Dieses ehemalige Versammlungshaus der Amerikanischen Legion entstand 1935 und wurde im September 1990 nach dem Courthouse als zweites Objekt des County in das NRHP aufgenommen.

15 Bauwerke und historische Bezirke (Historic Districts) des Countys sind im National Register of Historic Places („Nationales Verzeichnis historischer Orte“; NRHP) eingetragen (Stand 14. Juni 2022), darunter drei Brücken, zwei Kirchen und das Gerichts- und Verwaltungsgebäude des County.

## Orte im Perry County
- Adona
- Antioch
- Aplin
- Bigelow
- Bunker Hill
- Casa
- Cherry Hill
- Deberrie
- Fourche
- Fourche Junction
- Hollis
- Homewood
- Houston
- Ledwidge
- Little Italy
- New Dixie
- Nimrod
- Nogal
- Perry
- Perryville
- Pleasant Valley
- Ragsdale
- Satuma
- Stony Point
- Sweet Home
- Thornburg
- Toad Suck
- Williams Junction
- Wye

Townships
- Aplin Township
- Casa Township
- Cherry Hill Township
- Fourche Lafave Township
- Houston Township
- Kenney Township
- Lake Township
- Maumelle Township
- New Tennessee Township
- Perry Township
- Petit Jean Township
- Rankin Township
- Rose Creek Township
- Tyler Township
- Union Township
- Union Valley Township
- Wye Township